# Robinson 2024 (vår)
Vårsäsongen av Robinson 2024 var den 25:e säsongen av Robinson. Säsongen hade premiär den 17 mars 2024 på TV4 och TV4 Play. Anders Lundin återvände för sin sjunde säsong som programledare för Robinson. Vinnare blev Olivia Lindegren som därmed fick Robinson-statyetten och 500 000 kr.

## Deltagare
Säsongens 22 startdeltagare presenterades den 13 februari 2024. På Gränslandet började de tidigare deltagarna Helen Lindborg och Alexander Strandberg, som båda var med höstsäsongen 2022. Nytt för den här säsongen var att lagen var indelade efter kön, med lag Nord endast bestående av kvinnor och lag Syd med endast män.
| Namn                  | Ålder | Ort         | Startdag | Slutplacering | Elimineringsdag | Röster |
| --------------------- | ----- | ----------- | -------- | ------------- | --------------- | ------ |
| Olivia Lindegren      | 27    | Göteborg    | 1        | 1             | Vinnare         | 0      |
| Maureen Asic          | 39    | Stockholm   | 1        | 2             | 42              | 2      |
| Simone Sjöström       | 24    | Luleå       | 1        | 3             | 42              | 1      |
| Marcus Håkanson       | 47    | Lidingö     | 1        | 4             | 41              | 9      |
| Alexander Strandberg  | 44    | Halmstad    | 1        | 5             | 41              | 3      |
| Alma Skoog            | 25    | Älmhult     | 1        | 6             | 40              | 6      |
| Rooble Gedi           | 32    | Fisksätra   | 1        | 7             | 39              | 0      |
| Pål Schakonat         | 30    | Malmö       | 1        | 8             | 38              | 8      |
| Zayera Khan           | 49    | Huddinge    | 1        | 9             | 38              | 14     |
| Pelle Flood           | 28    | Stockholm   | 1        | 10            | 34              | 13     |
| Gustav Jacobson       | 27    | Falun       | 1        | 11            | 34              | 1      |
| Mark Bannon           | 34    | Fellingsbro | 1        | 12            | 34              | 0      |
| Ci Lindström          | 59    | Danderyd    | 1        | 13            | 32              | 2      |
| Karin Nilsson         | 48    | Ängelholm   | 1        | 14            | 31              | 14     |
| Charlotta Hedlund     | 30    | Oslo        | 1        | 15            | 23 (lämnade)    | 0      |
| Lars Koefoed          | 58    | Stockholm   | 1        | 16            | 22 (lämnade)    | 12     |
| Fredrik Bolander      | 40    | Vikingstad  | 1        | 17            | 20 (lämnade)    | 0      |
| Hanna Danemyr         | 44    | Stockholm   | 1        | 18            | 19 (lämnade)    | 0      |
| Pontus Croneld        | 28    | Stockholm   | 1        | 19            | 15              | 9      |
| Helen Lindborg        | 33    | Älvsjö      | 1        | 20            | 11              | 0      |
| Kemo Samateh          | 36    | Lund        | 1        | 21            | 7 (diskad)      | 0      |
| Desirée Forsberg Fors | 32    | Sollefteå   | 1        | 22            | 6 (lämnade)     | 0      |

1. ↑  Lars blev utröstad och valde att inte ställa upp i Gränslandet.
2. ↑  Kemo diskades på grund av att ha missat obligatoriska vaccineringar inför hans medverkan.
3. ↑  Desirée blev utslagen och valde att inte ställa upp i Gränslandet.